# Sterrhochaeta biflexa
Sterrhochaeta biflexa là một loài bướm đêm trong họ Geometridae.